# تپه قلعه گوده کهریز و خرابه
تپه قلعه گوده کهریز و خرابه مربوط به هزاره اول - دوران‌های تاریخی پس از اسلام است و در شهرستان گرمی، بخش انگوت، روستای گوده کهریز واقع شده و این اثر در تاریخ ۷ مهر ۱۳۸۱ با شمارهٔ ثبت ۶۳۹۲ به‌عنوان یکی از آثار ملی ایران به ثبت رسیده است.